# Młynówka Sułowska
Młynówka Sułowska (także: Młynówka Sułowsko-Radziądzka) – uregulowany ciek zlokalizowany w województwie dolnośląskim, na terenie gmin Milicz i Żmigród. Odpowiada za regulację poziomu wód w części Stawów Milickich, gdzie odbywa się intensywna gospodarka rybacka.

## Przebieg
Oddziela się od Baryczy na południowy wschód od Sułowa. Opływa Sułów od południa, po czym dociera do kompleksu Ruda Sułowska Stawów Milickich. Na tym odcinku nosi też nazwę Kanał Bachorzec. Przepływa przez Rudę Sułowską i obok stawu Niezgoda osiąga Niezgodę. Następnie przepływa przez rezerwat przyrody Olszyny Niezgodzkie i jako Kanał Ługa wpływa ponownie do Baryczy na zachód od Rudy Żmigrodzkiej. Na północ od przysiółka Hucisko oddziela się Kanał Kokotek.

## Przyroda
W wodach cieku wykryto następujące małże: szczeżuję pospolitą, skójkę malarską i skójkę zaostrzoną.

## Turystyka
W odległości około 500 m od jazu Sułów znajduje się grupa ośrodków wypoczynkowych, położonych na 
wyspie pomiędzy Baryczą a Młynówką Sułowską (południowa część Sułowa). Istnieje tu około stu domków letniskowych z towarzyszącą infrastrukturą usługową. Ciek jest także mało uczęszczanym szlakiem kajakowym.